# Antonio Martín García
Antonio Martín García (Fuente Vaqueros, província de Granada, 14 de gener de 1899 - Granada, 22 de juliol de 1936) fou un camperol andalús, diputat socialista per la província de Granada durant la II República Espanyola i assassinat en la Guerra Civil espanyola.
Era sindicalista de la Unió General de Treballadors (UGT) i vocal a l'Instituto Nacional de Previsión, casat amb Elena Uceta Fernández. Fernando de los Ríos Urruti l'havia animat a formar part de les llistes del PSOE a les eleccions de febrer de 1936, el resultat del qual va ser anul·lat per la “tupinada” que va donar la victòria a les forces polítiques conservadores, i després a les de maig, on va haver-hi una victòria aclaparadora perquè no hi van concórrer aquestes.
A les eleccions de 1936 va ser escollit en l'elecció parcial de 3 de maig per la circumscripció de Granada amb 201.433 vots d'un total de 333.263 votants d'un cens de 260.448 electors, resultant el desè candidat més votat, desè de deu, després del ferroviari Eduardo Francisco de Toro Cuevas, qui va obtenir el 100 per 100 dels vots emesos. La llista socialista a les eleccions anul·lades no va arribar a aconseguir els 100.000 vots, la dreta no es va presentar a aquesta elecció parcial.
Fou assassinat per pistolers falangistes el 20 de juliol de 1936, tot sembla indicar que li van parar un parany abans de la seva partida de Fuente Vaqueros.
| « | "...Quan el tramvia va fer la seva següent parada Antonio Martín García va tractar d'escapar però els pistolers, presumiblement falangistes a les ordres dels conspiradors militars, el van encalçar a l'entorn del barri de Sant Lázaro on la família creu que va ser assassinat doncs, avui dia, no consta que fos detingut o jutjat, ni es té constància que fos afusellat davant les tàpies del cementiri de San José. Ni tan sols els seus familiars van poder localitzar el seu cos per donar-li sepultura..." | » |